# Buffalo Grove
Buffalo Grove is een plaats (village) in de Amerikaanse staat Illinois, en valt bestuurlijk gezien onder Cook County en Lake County.

## Demografie
Bij de volkstelling in 2000 werd het aantal inwoners vastgesteld op 42.909.
In 2006 is het aantal inwoners door het United States Census Bureau geschat op 43.231, een stijging van 322 (0,8%).

## Geografie
Volgens het United States Census Bureau beslaat de plaats een oppervlakte van
23,9 km², waarvan 23,8 km² land en 0,1 km² water.

## Plaatsen in de nabije omgeving
De onderstaande figuur toont nabijgelegen plaatsen in een straal van 8 km rond Buffalo Grove.